# Бахшалиева, Елена Юрьевна
Елена Юрьевна Бахшалиева — канадская спортсменка, мастер спорта международного класса, чемпионка мира по пауэрлифтингу (силовое троеборье, жим лёжа) по версии AAU. Чемпионка Британской Колумбии по жиму лёжа 2009 года.